# Cmentarz rzymskokatolicki w Soli
Cmentarz rzymskokatolicki w Soli – nekropolia rzymskokatolicka w Soli, utworzona na potrzeby miejscowej ludności katolickiej w 1919 r., użytkowana do dzisiaj.

## Historia i opis
Cmentarz założono w 1919 r. wraz z erygowaniem miejscowej parafii katolickiej. Nekropolia jest wciąż czynna.
Na początku lat 90. na jego terenie znajdowało się kilkanaście kamiennych nagrobków sprzed 1945 r. Przede wszystkim krzyże łacińskie na prostopadłościennych postumentach oraz postumentach z nadstawami, dekorowane wielostopniowymi gzymsami uskokowymi, akroterionami, trójkątnymi tympanonami i ornamentami roślinnymi. Na terenie nekropolii znajduje się również bezstylowa kaplica z 1942 r.. Całość cmentarza otoczona jest metalową siatką w części tylnej, metalowymi przęsłami przy kamiennych słupach od frontu i drewnianym płotem w części centralnej.
Wyróżniają się: ludowa płaskorzeźba na mogile ks. Pawła Zięby z 1981 r. przedstawiająca anioła wzywającego kapłana na Sąd Ostateczny, kwatera wojskowa mieszcząca groby 127 żołnierzy Wojska Polskiego z 6 i 23 Górnośląskiej Dywizji Piechoty Armii „Kraków”, poległych w dniach 14–17 września 1939 r. Wśród nich jest poległy 16 września mjr Władysław Nowożeniuk, pośmiertnie odznaczony Złotym Krzyżem Orderu Virtuti Militari.